# Federația Internațională de Skyrunning
Federația Internațională de Skyrunning (în engleză International Skyrunning Federation ISF) este organul global de conducere al skyrunning-ului. ISF numără astăzi 41 de țări membre. 

## Scopurile și obiectivele organizației
Federația este responsabilă pentru următoarele obiective: 
- Să elaboreze reguli și să se asigure că sunt respectate în competiții în conformitate cu principiile stabilite în statut și regulament.
- Încadrarea și asigurarea respectării regulilor în competițiile internaționale și că participarea la astfel de competiții este în conformitate cu reglementările.
- Să fie responsabil pentru stabilirea competițiilor internaționale care pot fi aprobate și recunoscute oficial.
- Să fie responsabil pentru promovarea și controlul bunelor practici sportive.
- Pentru a preveni dopajul și orice alte practici care contravin codului medical IOC și reglementărilor privind dopajul.
- Dezvoltarea sportului pentru a obține statutul de recunoaștere olimpică.
- Să asigure că valorile Skyrunning-ului sunt menținute.
- Să asigure că regulile curselor locale de skyrunning sunt în concordanță cu regulile ISF.
- Coordonarea calendarului evenimentelor.